# Matamat
Matamat est une île de l'atoll de Namdrik, dans les Îles Marshall. Elle est située au nord-est de l'atoll.